# Forgotten Realms
Forgotten Realms (traduzido no Brasil como Os Reinos Esquecidos) é um cenário de campanha para o RPG Dungeons & Dragons (D&D). Comumente referido por jogadores e designers de jogos como "The Realms" ("Os Reinos"), foi criado por Ed Greenwood por volta de 1967 como cenário para suas histórias de infância. Vários anos depois, Greenwood trouxe o cenário para D&D como uma série de artigos de revistas, e os primeiros produtos do cenário foram lançados em 1987. Desde então mercadorias são produzidas. Os produtos licenciados incluem romances de espada e feitiçaria, adaptações para jogos eletrônicos e histórias em quadrinhos. 
Forgotten Realms é uma dos cenários mais populares de D&D, em grande parte devido ao sucesso de romances de autores como R. A. Salvatore  e numerosos jogos eletrônicos, incluindo Pool of Radiance (1988), Eye of the Beholder (1991), Baldur's Gate (1998), Icewind Dale (2000) e Neverwinter Nights (2002). Ed Greenwood, Salvatore, e Douglas Niles colaboraram para lançar uma coleção de 3 livros, em Dezembro de 1992, chamada Menzoberranzan: The Famed City of the Drow.

## Origens Criativas
Ed Greenwood começou a escrever sobre Forgotten Realms ainda na infância, aos oito anos. Ele criou o nome inspirado na ideia de um multiverso, onde a Terra seria apenas um dos mundos, e os Reinos Fantasmos outro. Inicialmente, as lendas fantásticas da Terra seriam originárias de um mundo de fantasia inacessível. Greenwood conheceu o jogo Dungeons & Dragons em 1975 e se tornou um entusiasta de RPG com o lançamento de Advanced Dungeons & Dragons (AD&D) em 1978.
Em 1979, ele começou a publicar artigos detalhando o cenário na Dragon Magazine, com o primeiro sobre um monstro chamado curst. Quando a TSR, empresa responsável pelo D&D, procurava novos cenários para AD&D, Greenwood foi convidado a apresentar sua criação, que passou a ser o cenário oficial do jogo. Em 1986, a TSR contratou Jeff Grubb para explorar o material de Greenwood, e a Forgotten Realms foi escolhida como o novo cenário, mais aberto do que Dragonlance. Greenwood então começou a trabalhar para que o cenário fosse publicado oficialmente, enviando várias caixas com anotações e mapas para a TSR, que adquiriu os direitos do cenário por uma taxa simbólica.
A visão original de Greenwood sobre os Forgotten Realms era mais sombria do que as versões publicadas, com o mundo sendo acessível a partir da Terra, uma ideia que foi descartada pela TSR devido a preocupações com possíveis processos judiciais.

## Geografia

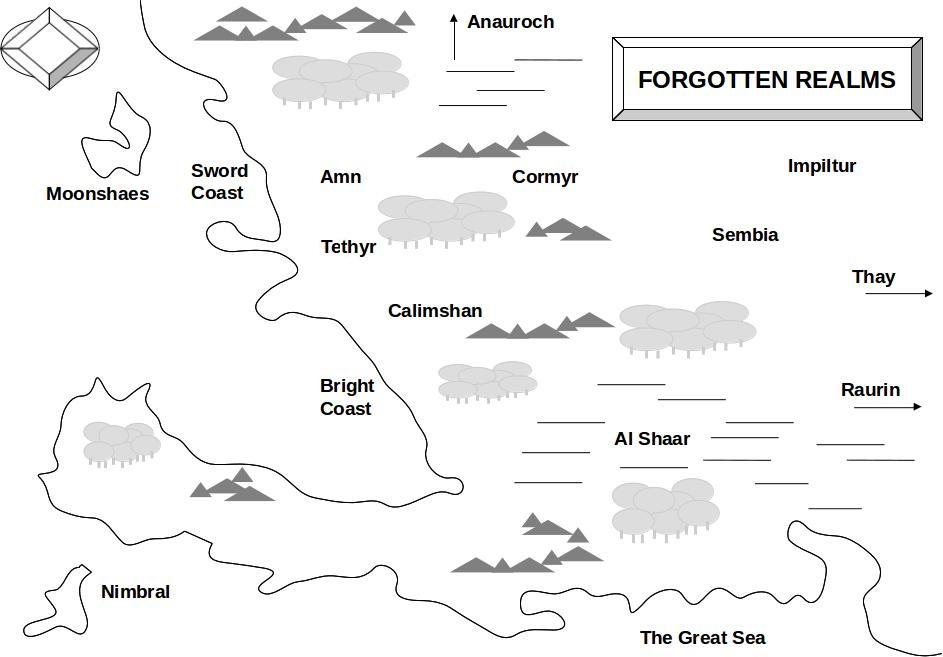
Forgotten Realms

Os Reinos Esquecidos fazem parte do mundo fictício de Abeir-Toril (geralmente chamado apenas de Toril), um planeta parecido com a Terra com muitas influências do mundo real e que consiste em vários grandes continentes. Foi detalhado pela primeira vez no cenário de campanha Forgotten Realms, publicado em 1987 pela TSR. Os outros continentes de Toril incluem Kara-Tur, Zakhara, Maztica e outras massas de terra ainda não especificadas. Kara-Tur, que corresponde aproximadamente à antiga Ásia Oriental, foi posteriormente o foco do seu próprio livro de origem, Kara-Tur: Os Reinos Orientais, publicado em 1988. Também há um vasto mundo subterrâneo chamado de Subterrâneo sob a superfície.
Nas primeiras edições do cenário, Os Reinos compartilhavam uma cosmologia unificada com vários outros cenários de campanha chamados de Grande Roda. Dessa forma, cada um dos cenários de Dungeons & Dragons era conectado para formar um mundo entrelaçado conectado por vários planos de existência. Com o lançamento do cenário de campanha Forgotten Realms de 2001, o cenário recebeu sua própria e distinta organização cosmológica separada, com planos únicos não explicitamente conectados aos dos outros cenários.